# Trichilia pallens
Trichilia pallens là một loài thực vật thuộc họ Meliaceae. Loài này có ở Brasil và Paraguay. Chúng hiện đang bị đe dọa vì mất môi trường sống.